# Vancouver Whitecaps FC (femminile)
Il Vancouver Whitecaps FC era una squadra di calcio femminile canadese, sezione femminile dell'omonimo club maschile con sede a Vancouver, nella Columbia Britannica.

## Storia
Già nel 2000, quando ancora i Whitecaps avevano la denominazione Vancouver 86ers, era stata creata dal club una selezione femminile per giocare alcuni incontri contro altre squadre degli stati del Pacifico, come le Portland Rain o il Seattle Sounders Women.
Nello stesso anno l'imprenditore David Stadnyk fondò le Vancouver Angels, iscrivendole alla Women's Premier Soccer League. Le Angels terminarono il campionato al quarto posto. Nel 2001 Stadnyk acquistò anche la sezione femminile dei Vancouver 86ers, fondendola con le Angels, per dar vita alle Vancouver Breakers. Il nuovo club si iscrisse alla USL W-League, raggiungendo la finale dei play-off nella prima stagione.
Nel 2003 sia i Whitecaps che le Breakers vennero acquistate da Greg Kerfoot, che decise di unificare la gestione delle due squadre, utilizzando così unicamente il nome Whitecaps. Il Vancouver Whitecaps ha militato ininterrottamente nella W-League fino alla stagione 2012, vincendone le edizioni 2004 e 2006. Nel dicembre 2012 il club annunciò comunque che non avrebbe più partecipato al campionato a partire dall'edizione successiva.
Con la nascita nel 2025 di un nuovo campionato professionistico canadese, inizialmente sembrava che i Whitecaps avrebbero nuovamente messo in campo una prima squadra femminile. Successivamente però dei quattro proprietari soltanto Greg Kerfoot ha mantenuto la propria decisione, così quest'ultimo scorporando la sezione femminile dei Whitecaps ha creato un nuovo club, il Vancouver Rise FC.

## Stadi
I Whitecaps hanno giocato la maggior parte dei propri incontri casalinghi allo Swangard Stadium di Burnaby. Nel 2011 decisero di giocare ogni incontro casalingo in una diversa città della Columbia Britannica.

## Settore giovanile
Nonostante la dismissione della prima squadra, i Whitecaps, a partire dal 2015, hanno istituito la Girls Elite Academy, ovvero un settore giovanile femminile. Tale struttura è stata sviluppata in collaborazione con la federcalcio canadese, con lo scopo di alimentare il bacino di calciatrici per la nazionale femminile.
Da ottobre 2022 la direzione della sezione femminile dei Whitecaps è stata affidata all'ex calciatrice Stephanie Labbé.
A partire dallo stesso anno, una selezione dell'Academy dei Whitecaps gioca nella League 1 British Columbia, similmente a quanto avviene per l'Academy maschile. Le giovani giocatrici dei Whitecaps hanno vinto tale campionato per tre edizioni consecutive, dal 2022 al 2024. In più nel 2023 e nel 2024 hanno vinto anche il Women's Inter-Provincial Championship, ovvero il torneo fra le vincitrici delle League 1 attive nelle diverse province canadesi.
Con la nascita nel 2024 della CONCACAF W Champions Cup, vista l'assenza di un campionato canadese, è toccato proprio alla Vancouver Whitecaps Girls Elite Academy rappresentare il paese nella coppa continentale per squadre femminili, in forza della vittoria dell'Inter-Provincial Championship 2023.
Nel 2025, con la nascita del Vancouver Rise, anche il settore giovanile è stato ceduto al nuovo club e ha cambiato denominazione.

## Statistiche e record

### Partecipazioni ai campionati nazionali
| Livello | Competizione | Partecipazioni | Debutto | Ultima stagione | Totale |
| 2º      | USL W-League | 12             | 2001    | 2012            | 12     |

### Partecipazioni alle competizioni internazionali
| Competizione             | Partecipazioni | Debutto   | Ultima stagione |
| CONCACAF W Champions Cup | 1              | 2024-2025 | 2024-2025       |

## Palmarès

### Competizioni nazionali
- United Soccer Leagues W-League: 2

2004, 2006